# Васильевский, Руслан Сергеевич
Русла́н Серге́евич Васи́льевский (27 мая 1933 года, с. Кошки Кошкинского района Самарской области, — 26 декабря 2011 года, Новосибирск) — советский и российский историк, археолог и этнограф. Доктор исторических наук (1974), профессор (1988). Заслуженный деятель науки Российской Федерации (1996).
Старший научный сотрудник Института археологии и этнографии Сибирского отделения РАН, главный редактор журнала «Гуманитарные науки в Сибири».

## Биография
В 1957 году окончил исторический факультет Ленинградского государственного университета.
В 1957—1963 годах — научный сотрудник Магаданского краеведческого музея.
В 1963—1966 годах обучался в аспирантуре, после окончания которой защитил в Институте истории, филологии и философии Сибирского отделения Академии наук СССР (Новосибирск) кандидатскую диссертацию «Древнекорякская культура и её место в культурной истории Северо-Восточной Азии» (1967).
Дальнейший карьерный рост происходил в ИИФФ СО АН СССР:
- В 1967—1974 годах — младший, затем научный сотрудник. В 1974 году защитил докторскую диссертацию «Древние культуры Тихоокеанского Севера».
- В 1974—1979 годах — заведующий сектором ИИФФ.
- В 1979—1991 годах — заместитель директора по науке ИИФФ, а с 1991 года — заместитель директора по науке Института археологии и этнографии СО РАН.

С 1979 года также главный редактор журнала «Гуманитарные науки в Сибири». Один из создателей Музея истории СО РАН (1991).
До последнего времени оставался научным сотрудником Сектора археологии неолита ИАЭ СО РАН.
Похоронен на Южном кладбище Новосибирска (квартал 28).

## Основные работы
1959
- Васильевский Р. С. О религии и сектантстве. — Магадан: Магаданское книжное издательство, 1959. — 44 с. — 1000 экз.
- Васильевский Р. С. Итоги полевых археологических исследований, произведенных на Охотском побережье в 1958 г.. — Краеведческие записки, вып.2. — Магадан, 1959. — 52 с.

1960
- Васильевский Р. С. Археологические материалы поселения Атарган. — Краеведческие записки, Вып.3. — Магадан, 1960. — С. 60—70.

1961
- Васильевский Р. С. Древняя корякская культура. — Вопросы истории Сибири и Дальнего Востока. — Новосибирск, 1961.

1962
- Васильевский Р. С. Находка металла в поселении Атарган Охотского побережья. — Краеведческие записки, Вып.4. — Магадан, 1962. — С. 142—144.

1964
- Васильевский Р. С. Древнее население Охотского побережья и его культура. — Материалы по Древней истории Сибири. — Улан-Удэ, 1964. — С. 671-678.

1965
- Васильевский Р. С. К истории древних культур Охотского побережья. — Советская этнография, №1. — Москва: Наука, 1965. — С. 117.
- Васильевский Р. С. Археологические исследования на Охотском побережье летом 1964 г.. — Известия СО АН СССР, Серия общественных наук, №1 , вып.1. — Новосибирск: Наука, Сибирское отд-ние, 1965. — С. 120—121.

1966
- Васильевский Р. С. Новые данные по древним культурам северной части Тихого океана. — Известия СО АН СССР, Серия общественных наук, №1, вып.1. — Новосибирск, 1966. — С. 131-135.

1968
- Васильевский Р. С. О первоначальном формировании древнекорякской культуры в северной части Охотского побережья. — Вопросы истории социально-экономической и культурной жизни Сибири и Дальнего Востока. — Новосибирск, 1968.

1970
- Васильевский Р. С. К итогам работ Илимского археологического отряда в 1967 - 1969 гг.. — Известия СО АН СССР, Серия общественных наук, №11 , вып.3. — Новосибирск: Наука, Сибирское отд-ние, 1970. — С. 22—28.

1971
- Васильевский Р. С. Происхождение и древняя культура коряков / отв. ред. акад. А. П. Окладников. — Новосибирск: Наука, Сибирское отд-ние, 1971. — 252 с.
- Васильевский Р. С. Шаманское изображение с о.Жилого на Ангаре. — Известия СО АН СССР, Серия общественных наук, №6 , вып.2. — Новосибирск: Наука, Сибирское отд-ние, 1971. — С. 134—138.

1973
- Васильевский Р. С. Древние культуры Тихоокеанского Севера. — Новосибирск: Наука, Сибирское отд-ние, 1973. — 268 с.
- Васильевский Р. С. Имчинский бескерамический комплекс на о.Сахалин. — Известия СО АН СССР, Серия общественных наук, вып.2. — Новосибирск: Наука, Сибирское отд-ние, 1973. — С. 127—133.

1976
- Васильевский Р. С., Голубев В. А. Древние поселения на Сахалине: Сусуйская стоянка. — Новосибирск: Наука, Сибирское отд-ние, 1976. — 272 с. — 2450 экз.
- Окладников А. П., Васильевский Р. С. По Аляске и Алеутским островам. — Новосибирск: Наука, Сибирское отд-ние, 1976. — 168 с. — (Научно-популярная серия). —71 650 экз.

1978
- Васильевский Р. С. Археологические исследования на Средней Ангаре. — Древние культуры Приангарья. — Новосибирск: Наука, Сибирское отд-ние, 1978. — С. 131—150.

1979
- Васильевский Р. С. Некоторые проблемы современной японской археологии. — Известия СО АН СССР, Серия общественных наук, №1 , вып.1. — Новосибирск: Наука, Сибирское отд-ние, 1979. — С. 138—146.

1980
- Окладников А.П., Васильевский Р.С. Северная Азия на заре истории. — Новосибирск: Наука, Сибирское отд-ние, 1980. — 160 с. — (Страны и народы).

1981
- Васильевский Р. С. По следам древних культур Хоккайдо. — М.: Наука, 1981. — 176 с. — (Страны и народы). — 67 000 экз.

1982
- Васильевский Р. С. Загадочные памятники Хоккайдо // Природа. — 1982. — № 7. — С. 26 — 31.
- Васильевский Р. С., Лавров Е. Л., Чан Су Бу. Культуры каменного века Северной Японии / Отв. ред. А. П. Окладников. — Новосибирск: Наука, Сибирское отд-ние, 1982. — 208 с.

1986
- Васильевский Р. С. Приморская система хозяйства: генезис и эволюция // Палеоэкономика Сибири / отв.ред. В. И. Молодин, Новосибирск: Наука, Сибирское отд-ние,1986.

1987
- Васильевский Р.С., Резун Д.Я. Воспитание историей. — Новосибирск: Новосиб. кн. изд-во, 1987. — 224 с.

1988
- Васильевский Р. С., Бурилов В. В., Дроздов Н. И. Археологические памятники Северного Приангарья. — Новосибирск, 1988. — 224 с. — ISBN 5-02-028961-2.
- Дроздов Н. И., Васильевский Р. С. Структура мамонта из Северного Приангарья // Природа. — 1988. — № 4. — С. 46—48.

1989
- Васильевский Р. С., Гладышев С. А. Верхний палеолит Южного Приморья. — Новосибирск, 1989.
- Резун Д. Я., Васильевский Р. С. Летопись сибирских городов. — Новосибирск, 1989. — 304 с.

1990
- Васильевский Р. С., Гладышев С. А. Стратиграфия и хронология стоянки Устиновка I в Приморье // Хроностратиграфия палеолита Северной, Центральной и Восточной Азии и Америки: Докл. Междунар. симпоз. — Новосибирск, 1990. — С. 71 — 75.
- Васильевский Р. С., Комиссаров С. А. Музеи КНР и их роль в сохранении традиционной культуры // Китай и социализм. Актуальные проблемы изучения экономики, политики, и истории и культуры Китая: Тез. докл. — М., 1990. — Ч. II. — С. 137—138.
- Васильевский Р. С., Комиссаров С. А., Гладышев С. А. Каменный век на Кубе // Природа. — 1990. — № 5. — С. 44 — 46.

1991
- Васильевский Р. С., Комиссаров С. А. Ассоциация китайцев на Кубе // Китай и мир. Актуальные проблемы изучения экономики, политики истории и культуры Китая: Тез. докл. II Всесоюзной науч. конф. — М., 1991. — Ч. I. — С. 82 — 84.
- Васильевский Р. С., Комиссаров С. А. Культурная принадлежность и корреляция памятников типа Модесто // Изв. СО АН СССР. — Сер. истории, филологии и философии. — 1991. — Вып. 1. — С. 45 — 50.
- Комиссаров С. А. [Рецензия] // Сибирские огни. — 1991- № 1. — С. 161—163. — Рец. на кн.: Васильевский Р. С., Резун Д. Я. Летописи сибирских городов. — Новосибирск, 1989; Миненко Н. А. По старому Московскому тракту. — Новосибирск, 1990.

1992
- Vasilievsky R.S. Archaeological Research of the Site Suvorovo IV in the Primorye, Russia // 19 Annu. Meet. of Alaska Anthropological Assoc. — Faibanks, 1992. — 3 p.
- Vasilievsky, R.S. Ecological Systems of the Northern Pacific: Some Implications for Prehistory // Ist Intern. Congr. of Arctic Social Sciences. — Quebec, 1992. — 3 p.
- Васильевский Р. С. Предисловие // Наскальные рисунки Евразии. — Новосибирск, 1992. — С. 5 — 7.
- Васильевский Р. С. Развитие культурных и экономических структур древних обществ в Северной Пасифике // Палеоэкология и расселение древнего человека в Северной Азии и Америке. — Красноярск, 1992. — С. 34 — 36.
- Васильевский Р. С., Гладышев С. А., Табарев А. В. Особенности технико-типологического контекста стоянки Суворово IV в Приморье // Изв. СО РАН. — Сер. истории, филологии и философии. — Новосибирск, 1992. — Вып. 1. — С. 20 — 26.
- Васильевский Р. С., Горюшкин Л. М., Гущин Н. Я., Худяков Ю. С.  Предисловие // Историческая демография Сибири. — Новосибирск, 1992. — С. 3 — 4.
- Васильевский Р. С., Комиссаров С. А. Археологические музеи Китая // Китай и мир. История, современность, перспективы: Тез. докл. — М., 1992. — Ч. II. — С. 80 — 82.
- Васильевский Р. С., Комиссаров С. А. Научная командировка на Кубу // Изв. СО РАН. — Сер. истории, филологии и философии. — 1992. — Вып. 2. — С. 65 — 66.

1993
- Vasilievsky R.S. Environmental Conditions and Paleolithic Man in Northeast Asia During the Pleistocene-Early Holocene. — Montreal; Quebec, 1993. — 5 p.
- Vasilievsky R.S. Issues in the Siberian Archaeology // Dep. of Anthropology, Univ. of Alberta, Edmonton, 1993. — 14 p.
- Vasilievsky R.S. Northeastern Asian Maritime Cultures // Intern. Seminar on the Origin, Development and Spread of Prehistoric Cultures. — Honolulu, 1993. — 8 p.
- Васильевский Р. С. Культура древних коряков побережья Охотского моря // История Дальнего Востока. — Харбин, 1993. — С. 183—189.
- Васильевский Р. С. Период неолита северо-восточной части побережья Охотского моря // История Дальнего Востока. — Харбин, 1993. — C. 114—116 (на кит.яз.)., на рус. яз.
- Васильевский Р. С., Голубев В. А. Докерамические культуры Сахалина и Курильских островов // История Дальнего Востока. — Харбин, 1993. — С. 45 — 50 (на кит.яз.)., на рус. яз.
- Васильевский Р. С., Голубев В. А. Сахалин и Курильские острова в I тыс. до н. э. — I тыс. н. э. // История Дальнего Востока. — Харбин, 1993. — С. 175—185 (на кит.яз.)., на рус. яз.

1994
- Vasilievsky R.S. Prehistory of Maritime Adaptation on the Coast of Northeast Asia // Bridges of the Science between North America and Russian Far East. — Vladivostok, 1994. — B. 2. * #Станицы не известны.#
- Vasilievsky R.S. Prymorye, Ustinovka I, Fareastern Russia. — Chicago, 1994. — 22 p.
- Vasilievsky R.S. Sites of the Late Pleistocene — Early Holocene of the Russian Far East // J. of Korean Ancient Historical Soc. — Seoul, 1994. — N. 17. — P. 261—294.
- Vasilievsky R.S. The Transformation of Economy and Culture in North East Asia During a Pert of Holocene // IX Inuit Studies Conf. — Nunata, 1994. — P. 4.
- Васильевский Р. С. Стоянки позднего плейстоцена — раннего голоцена русского Дальнего Востока // Журнал корейского общества истории. Сеул, 1994. № 17.
- Васильевский Р. С. Традиционные системы существования народов Северо-Восточной Азии и их истоки // Культурные традиции народов Сибири и Америки. Преемственность и экология. — Чита, 1994. — С. 76 — 77.
- Васильевский Р. С. Хозяйственная специализация и оседлость в постплейстоцене-голоцене на побережье Северо-Восточной Азии // Гуманитарные науки в Сибири. — 1994. — № 3. — С. 9 — 13.

1995
- Vasilievsky R.S. Late Pleistocene — Early Holocene Sites in the Norteastern Asia // J. of Korean Ancient Historical Soc. — Seoul, 1995. — N 18. — P. 329—368.
- Vasilievsky R.S. North-East Asia in the Transitional Period from Neolithic to Paleometal Age // J. of Korean Ancient Historical Soc. — Seoul, 1995. — N 19. — P. 491—532.
- Васильевский Р. С. Привлечение этнографических данных в качестве аналогий в археологии Северной Азии // Интеграция археологических и этнографических исслед. Всероссийский семинар. — Омск, 1995. — С. 7 — 10.
- Васильевский Р. С. Проблемы генезиса неолита Дальнего Востока // III Годовая итоговая сессия Ин-та археологии и этнографии СО РАН: Тез. докл. — Новосибирск, 1995. — С. 36 — 39.
- Васильевский Р. С. Развитие рыболовства в позднем плейстоцене — голоцене на побережье Северо-Восточной Азии: хозяйственная специализация и оседлость // Асеагомунхуа. — Сеул, 1995. — С. 565—588 (на рус. и кор. яз.).
- Васильевский Р. С., Дроздов Н. И., Березин Д. Ю. Археологические исследования в зоне Богучанской ГЭС // Обозрение полевых и лабораторных исследований археологов, этнографов и антропологов Сибири и Дальнего Востока в 1993 г. — Новосибирск, 1995.- С. 150—153.
- Васильевский Р. С., Комиссаров С. А. [Рецензия] // Гуманитарные науки в Сибири. — 1995. — Вып. 3. — С. 106—107. — Рец. на кн.: В. И. Гуляев. Археология Центральной Америки. — М., 1995.

1996
- Васильевский Р. С., Комиссаров С. А., Гладышев С. А., Годо П. Каменный инвентарь стоянки Модесто (Куба) // Новейшие археологические и этнографические открытия в Сибири: Материалылы IV Годовой итоговой сессии Ин-та археологии и этнографии СО РАН. — Новосибирск, 1996. — С.41 — 43.

1997
- Васильевский Р. С. [Рецензия] // Гуманитарные науки в Сибири. — Новосибирск, 1997. — № 3. — С. 102—104. — Рец. на кн. Алексеев А. Н. Древняя Якутия: неолит и эпоха бронзы. — Новосибирск, 1996.
- Васильевский Р. С. Иннокентий Вениаминов как учёный (к 200-летию со дня рождения) // Проблемы археологии, этнографии, антропологии Сибири и сопредельных территорий: Материалы V Годовой итоговой сессии Ин-та археологии и этнографии СО РАН. — Новосибирск, 1997. — Т. III. — С. 422—427.

1998
- Vasilievsky R.S. Fishing as an Early Form of Maritime Adaptation on the Pacific Coast of Northeast Asia Arctic Anthropology // Arctic Anthropology. — 1998. — Vol. 35. — P.281 — 295.
- Vasilievsky R.S. Maritime Adaptation in Northeast Asia // J. of Korean Ancient Historical Soc. — Seoul, 1998. — N 13.* #* Страницы не известны.#
- Васильевский Р. С. Миграции и их роль в первоначальном заселении Северной Азии // Вестн. Ун-та Ясави. — 1998. — № 1. — С. 76 — 80.
- Васильевский Р. С. Некоторые вопросы генезиса и эволюции дальневосточного неолита // Сибирь в панораме тысячелетий: Материалы междунар симпоз. — Новосибирск, 1998. — Т. 1. — С. 107—116.
- Васильевский Р. С. Новая археологическая коллекция с побережья Авачинской бухты. Камчатка // Гуманитарные науки в Сибири. — 1998. — № 3. — С. 5 — 9.
- Васильевский Р. С. О проблеме этногенеза северо-восточных палеоазиатов и эскимосов // Проблемы археологии, этнографии, антропологии Сибири и сопредельных территорий: Материалы VI Годовой итоговой сессии Ин-та археологии и этнографии СО РАН. — Новосибирск, 1998. — Т. IV. — С. 219—225.
- Васильевский Р. С. Хозяйственно-культурные типы в археологическом контексте (к вопросу археолого-этнографических реконструкций в Северо-Восточной Азии) // Интеграция археологических и этнографических исследований: Материалы VI Междунар. науч. семинара. — СПб.; Омск, 1998. — Ч. 1.* # *Страницы не известны.#
- Васильевский Р. С., Резун Д. Я. К вопросу о некоторых принципиальных моментах общности процессов колонизации Сибири и Северной Америки в XVII—XVIII вв. // Русские первопроходцы на Дальнем Востоке в XVII—XIX вв. (историко-археологические исследования). — Владивосток, 1998. — Т. 3. — С. 161—170.

1999
- Васильевский Р. С. Алексей Павлович Окладников // The Encyclopedia of the History of Archaeology. — N.Y., 1999. — P.567 — 580.
- Васильевский Р. С. Проблемы этнокультурных контактов на Севере Тихого океана (к 100-летию Джезуповской Северо-тихоокеанской экспедиции) // Гуманитарные науки в Сибири. — 1999. — № 3. — С. 13 — 15.

2000
- Vasilievsky R.S. Aleksei Pavlovich Okladnikov // Encyclopedia of Archaeology. — Oxford, 2000. — Vol. II. — P. 567—580.

2002
- Васильевский Р. С. Лабретки в культурах северотихоокеанского региона // Археология, этнография и антропология Евразии. 2002. № 2. С. 71—78.

2008
- Деревянко А. П., Молодин В. И., Бойко В. И., Бауло А. В., Шуньков М. В., Новикова О. И., Асеев И. В., Васильевский Р. С., Деревянко Е. И., Кубарев В. Д., Ларичев В. Е., Медведев В. Е., Худяков Ю. С. Алексей Павлович Окладников // Археология, этнография и антропология Евразии. 2008. № 4. С. 151—152.